# Сьерра-де-Гвадаррама
Сье́рра-де-Гвадарра́ма (исп. Sierra de Guadarrama) — горный хребет в Испании.
Высшая точка — гора Пеньялара высотой 2428 м над уровнем моря. Геологически массив сложен гранитами и относится к системе Пиренейской Центральной Кордильеры. Сьерра-де-Гвадаррама расположена на территории автономных сообществ Мадрид и Кастилия и Леон (провинции Авила и Сеговия) к северо-западу от столицы Испании между массивами Сьерра-де-Гредос и Сьерра-де-Айльон.
Сьерра-де-Гвадаррама тянется с юго-запада на северо-восток и является водоразделом крупнейших рек Пиренейского полуострова — Тахо и Дуэро.
В массиве преобладают высоты 900—1200 м над уровнем моря. В нижней части Сьерра-де-Гвадаррама покрыта дубовыми лесами, выше преобладает сосна, на больших высотах — кустарники и луга. Природа гор хорошо сохранилась и богата обитающими видами: олени, дикие кабаны, косули, лани, барсуки, ласки, рыси, лисы и зайцы. На берегах водоёмов — большое разнообразие водоплавающих птиц, в горах обитают также испанский могильник и чёрные грифы.

## Вершины массива
- Пеньялара (2428 м)
- Кабесас-де-Иерро (2383 м)
- Серро-де-Вальдемартин (2280 м)
- Alto de las Guarramillas o Bola del Mundo (2265 м)
- Малисиоса (2227 м)
- Эль-Неверо (2209 м)
- Пинареха (2197 м)
- Монтон-де-Триго (2161 м)
- Сьете-Пикос (2138 м)
- Нахарра (2108 м)
- Реахо-Альто (2102 м)
- Торрес-де-ла-Педриса (2029 м)